# Alexandra Grauvogl
Alexandra Grauvogl, née le 16 novembre 1981 à Tegernsee, est une skieuse acrobatique allemande, spécialisée dans l'épreuve du skicross.

## Palmarès

### Championnats du monde
- Championnats du monde de 2007 à Madonna di Campiglio (Italie) :
  -  Médaille de bronze en Skicross.

### Coupe du monde
- Meilleur classement au général : 37e en 2005.
- Meilleur classement en skicross : 12e en 2005.
- 0 victoire en course.